# Ermita de Nuestra Señora de la Vega (Mucientes)
La Ermita de Nuestra Señora de la Vega es un templo católico ubicado en la localidad de Mucientes, Provincia de Valladolid, Castilla y León, España. Construida sobre iglesia anterior, la actual pertenece al siglo XVII.

## Descripción
La ermita está construida en piedra y se trata de una sola nave dividida en cuatro tramos y cubierta por una bóveda de cañón con lunetos. Cabe destacar la puerta principal, de arco de medio punto y tachones del siglo XVII a los pies.
En 1987 es restaurada.